# 충북공업고등학교
충북공업고등학교(忠北工業高等學校)는 대한민국 충청북도 청주시 흥덕구 가경동에 있는 공립 고등학교이다.

## 학교 연혁
- 1994년 11월 5일 : 충북공업고등학교 36학급 설립인가 (기계과, 금형과, 전자기계과, 정보통신과)
- 1995년 3월 1일 : 충청북도 공업계고등학교 공동실습소 개소(공동실습소 기계ㆍ금속계열 과정 개설)
- 1995년 3월 11일 : 충북공업고등학교 개교(628명 입학)
- 1999년 12월 14일 : 공동실습소 실습동 준공
- 2002년 10월 16일 : 기숙사(창조관) 준공
- 2002년 10월 18일 : 특성화고등학교 지정(생산자동화분야)
- 2002년 11월 1일 : 교육행정정보시스템 운영 연구학교 지정
- 2003년 3월 1일 : 학과개편 기계과, 전자기계과, 정보통신과 폐지. 생산자동화설비과, 메카트로닉스과, 정보시스템제어과 신설. 공동실습소 전기ㆍ전자ㆍ통신계열 과정 신설
- 2009년 3월 1일 : 산학협력 네트워크 충청북도교육청 지정 연구학교
- 2015년 3월 1일 : 학과개편(메카트로닉스과->정밀기계과, 정보시스템제어과->전기전자과)
- 2019년 7월 22일 : 학과개편 (금형디자인과 → 금형과)
- 2024년 1월 5일 : 제27회 232명 졸업 (누계 11,048명)
- 2024년 3월 1일 : 제11대 김종식 교장 부임
- 2024년 3월 4일 : 2024학년도 신입생 (241명) 입학

## 설치 학과
- 전기전자과
- 정밀기계과
- 금형과
- 생산자동화설비과

## 참고 자료
- 충북공업고등학교 - 한국교육학술정보원 학교알리미